# Anarquismo epistemológico

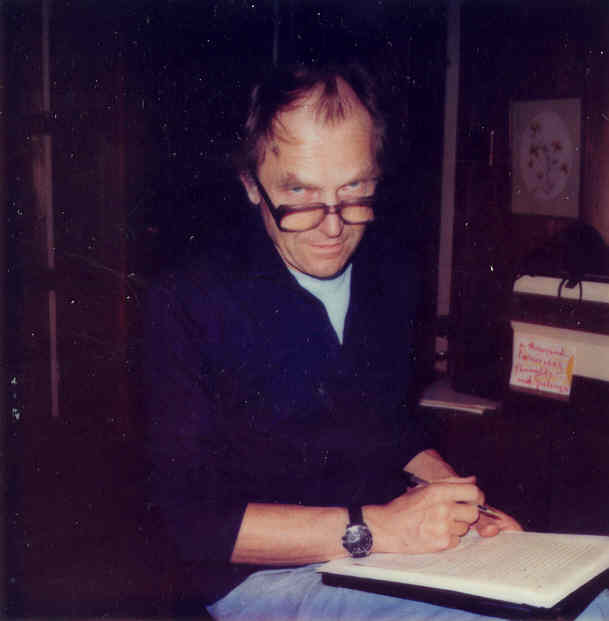
Paul Karl Feyerabend (1924 – 1994); Formulador do Anarquismo Epistemológico, considerado "pior inimigo da ciência".

Anarquismo epistemológico é uma teoria criada pelo filósofo da ciência austríaco Paul Feyerabend.
O termo epistemologia se refere ao estudo sobre a produção do conhecimento e foi a partir deste que Feyerabend, crítico dos mais perspicazes das análises usualmente propostas (chamado inclusive "terrorista epistemológico"), argumenta não existirem regras metodológicas úteis ou livres de exceções que dirijam o progresso científico ou o desenvolvimento dos conhecimentos. Segundo esta epistemologia a ideia de que ciência pode ou deve operar de acordo com regras fixas e universais é irrealista e perniciosa, indo contra a própria ciência.
O uso do termo anarquismo deve ser aqui entendido como oposição a um princípio único, absoluto e imutável de ordem, e não somente como oposição a toda e qualquer organização. Desta forma, é justificado quando Feyerabend parte à defesa de um pluralismo metodológico; tal como o pretendido, o método científico não possui o monopólio da verdade ou resultados palpáveis, por meio de um conjunto único, fixo, restrito de regras. A abordagem pragmática é uma atitude dadaísta de "vale tudo" com relação às metodologias. A teoria considera as leis inamovíveis da ciência como uma ideologia tal como a religião, magia e mitologia, e considera a dominação da ciência sobre a sociedade autoritária e injustificável.
Pelo próprio Feyerabend, "o anarquista epistemológico não se recusará a examinar qualquer concepção, admitindo que, por trás do mundo tal como descrito pela ciência, possa ocultar-se uma realidade mais profunda, ou que as percepções possam ser dispostas de diferentes maneiras e que a escolha de uma particular disposição correspondente à realidade não será mais racional ou objetiva que outra".
A proposição desta teoria rendeu a Feyerabend o título de “o pior inimigo da ciência” conferidos por seus opositores.

## Considerações e Contextualização
Ao longo dos séculos, a ciência simplesmente foi elevada a um status de superioridade por “forças históricas e violentas que usurparam o poder e decretaram qual deveria ser o padrão de conhecimento”.
Para Feyerabend, o conhecimento, possui intrínseca ligação ao contexto social. O conhecimento preservado ao longo das gerações sempre influenciou os acontecimentos sociais. Assim, na concepção anarquista de Feyerabend, o conhecimento (desde os gregos), não é uma entidade abstrata, singular as coisas, mas tem em si os aspectos da vida humana, da época em que está inserido. A ciência, assim, é apenas uma das muitas ideologias que impulsionam a sociedade e deveria ser tratada como tal.
Portanto, a perpetuação do conhecimento não está relacionada a formulação de teorias, ou seja, uma teoria não é uma condição necessária para o conhecimento. As realizações científicas não seriam portanto autônomas da ação e do pensamento humano, mas fariam a descrição de leis e fatos, que regem a determinados fenômenos naturais, sem porém ocorrer de maneira autônoma.
Por outro lado, nenhuma teoria científica nova e revolucionária é sempre formulada para nos permitir dizer em quais circunstâncias devemos considerá-la como perigosa: muitas teorias revolucionárias são irrefutáveis. As teorias muitas vezes apresentam falhas formais, muitas contêm contradições, sendo que se aplicássemos com determinação os critérios de Popper (os padrões de Popper indicam que as teorias que apresentam ou não falsificabilidade ou falsidade não têm lugar na ciência), a ciência seria deixada de lado sem necessidade de substituí-la por nada comparável.
Além da ideia de existencialismo da ciência, qualquer nova ideologia que rompe o controle que um sistema de pensamentos sobre as mentes dos homens contribui para sua libertação. Assim, ideologias que fizessem o homem questionar as crenças herdadas tornar-se-iam uma iluminação. Nas palavras de Feyerabend, Uma verdade que reina sem freios e contrapesos é como um tirano que deve ser deposto, e qualquer mentira que possa nos ajudar a jogar longe esse tirano deve ser bem-vinda.
Feyerabend não questionava portanto o fator incompetência no modo de fazer ciência, mas refutava a ideia de tédio e pedantismo na ciência. Para tanto, cabe esclarecer que mesmo ideias novas falsas, chatas ou palavras não relacionadas com ideia alguma não são aceitas como ciência. Porém, surge um segundo ponto: já houve um período de ciência normal na história do pensamento, quando se pôs a prova  o paradigma a respeito do que é fazer ciência? Para Feyerabend essa pergunta tinha resposta negativa e o mesmo desafiava a qualquer um a provar o contrário.
Dito isso, Feyerabend (contemporâneo Wittgenstein e Popper), afirma que não haveria um tal “método absoluto” que garantisse o status de “pesquisa certa” ou “boa”, podendo-se fazer avançar a ciência procedendo de maneira contra indutiva. Assim, as verdades não têm prazo de validade.

## Racionalismo
Para o anarquista Feyerabend as metodologias propostas nunca foram bem sucedidas, pois toda a tentativa de que a ciência deveria ser governada por regras fixas (pesquisadores como escrupulosos dependentes de pesquisa empírica) foram não realistas. Feyerabend argumentou que Galileu por exemplo, contou com retórica e truques epistemológicas para apoiar sua doutrina heliocêntrica.
As leis científicas, tais como a física aristotélica ou newtoniana, assumiram a postura de modelos do universo, mas provaram serem limitadas para descrever a totalidade do universo. Isso ilustra para o anarquista epistemológico que as teorias científicas não correspondem à verdade. Feyerabend sustentou, com Imre Lakatos, que o problema da demarcação de distinguir ciência de pseudociência era insolúvel e, assim, fatal para a execução de regras universais fixas.
Feyerabend também observa que o sucesso da ciência não é somente devido aos seus próprios métodos, mas também ao fato de agregar conhecimento a partir de fontes não científicas.

Por sua vez a noção de que não há conhecimento fora da ciência é um "conto de fadas conveniente". Por exemplo, Copérnico foi fortemente influenciado por Pitágoras, cujo ponto de vista da mundo já havia sido rejeitado como místico e irracional. Existem conhecimentos astronômicos bastante precisos que remontam até à Idade da Pedra, além de conhecimentos e realizações arquitetônicas, todos exemplos que ameaçam a noção de que o método científico engessado é o único meio de obter conhecimento.
Há muitas filosofias perigosas por aí, pois paralisam o julgamento. O racionalismo não é exceção, pois o promete a libertação dos preconceitos aliado a racionalidade, levando ao que se convém chamar sucesso da ciência.
Porém, Feyerabend considerou que decidir entre correntes científicas concorrentes torna-se complicado pelo incomensurabilidade das teorias científicas (as teorias científicas não podem ser conciliados ou sintetizados). Na prática, cada corrente é formada por pressupostos teóricos, o que leva a proponentes teóricos e a utilização de termos diferentes. Isto, para Feyerabend, foi outra maneira de embasar suas ideias, tendo em vista que o proceder da ciência diante das leis universais é um tanto historicamente inexato e inútil.
Como síntese, pode-se utilizar das próprias palavras de Feyerabend, que diz que "a proliferação de teorias é benéfica para a ciência, ao passo que a uniformidade prejudica seu poder crítico. A uniformidade também ameaça o livre desenvolvimento do indivíduo".

### Contra o Método
Ao longo da carreira Feyerabend fora bastante inquieto profissionalmente, vagando por diversas universidades, dando aulas, conferências e seminários. Alcançando sempre sucesso em seu público, Feyerabend não era um professor engessado. Repassando a seus ouvintes a discussão o qual permeara toda sua vida, ressaltando que sua visão não denegria a razão, apenas suas versões petrificadas e tirânicas, surge no final dos anos 60, por iniciativa de seu grande amigo Imre Lakatos a ideia de registrar tudo aquilo que repassara a seus estudantes, sejam eles estudantes de física ou de filosofia, de acordo com o período de sua carreira.
Surge no ano de 1975 seu compilado Contra o Método, uma colagem com descrições, análises, discussões chega-se ao que se chamou Anarquismo.
Em Contra o Método, Feyerabend nos mostra que o anarquismo não é apenas retórica, e que o mundo da ciência não pode ser capturado por teorias e ideias simples. A ideia expressa vem libertar as pessoas de conceitos abstratos como "verdade", "realidade" e "objetividade". Entretanto, ao tentar abrir a mente para essas terminologias vagas, Feyerabend  introduz novos conceitos que acabam por se tornarem igualmente rígidos.
Cabem aqui como destaque, alguns capítulos que exemplificam suas ideias anárquicas. O capítulo II, por exemplo, recorre a hipóteses que contradizem teorias confirmadas e/ou resultados experimentais bem estabelecidos, avançando a ciência contra-indutivamente. O capítulo XV, têm-se o ponto máximo, onde, havendo ciência, a razão não pode reinar universalmente, nem a sem-razão pode ver-se excluída. Esse traço da ciência pede uma epistemologia anárquica. A compreensão de que a ciência não é sacrossanta e de que o debate entre ciência e mito se encerrou sem vitória para qualquer dos lados empresta maior força ao anarquismo. Finaliza no capítulo XVIII, concluindo que a ciência se aproxima do mito, muito mais do que uma filosofia científica se inclinaria a admitir. A ciência é uma das muitas formas de pensamento desenvolvidas pelo homem e não necessariamente a melhor.

### O ensino de Ciência
A ciência moderna, portanto teria se tornado tão opressiva quanto as ideologias, inibindo a liberdade de pensamento. Mas, e se a ciência encontrou a verdade, de que adianta agora a verdade se essa não o for seguida? Se o motivo é que ela tenha encontrado a verdade e agora a segue, então, para Feyerabend, haveria coisas melhores que essa primeira descoberta para depois seguir o monstro.
Com o pensamento do contra racional e anarquista, Feyerabend faz então uma forte crítica a respeito do método de ensino de ciência e da forma pela qual se educa. Os "fatos" científicos são ensinados muito precocemente, da mesma maneira que os "fatos" religiosos eram ensinados a um século atrás. Não há nenhuma tentativa de despertar as capacidades críticas do aluno para que este seja capaz de ver as coisas em perspectiva.
Sobre o caso do heliocentrismo e a pedagogia anarquista, as primeiras lições de ciência dadas às crianças é o ensinamento de que a Terra gira entorno do Sol. A esse respeito, fala-nos Feyerabend: "Não se diz: Algumas pessoas acreditam que a Terra se move em torno do Sol [...]. Diz-se: A Terra gira em torno do Sol e tudo o mais é pura idiotia".
Sua ideia era fortalecer a mente dos jovens, ou seja, fortalecê-las contra a aceitação fácil de pontos de vista abrangentes. A educação deve levar as pessoas a discutir, contra-sugestivamente, sem com isso torná-las incapazes de se dedicarem à elaboração de qualquer ponto de vista original. Para tanto, dever-se-ia proteger a imaginação que as crianças possuem, pois as crianças são muito mais inteligentes do que os seus professores. Elas acabam por sucumbir, desistindo de sua inteligência porque são intimidadas, ou porque seus professores tiram o melhor delas por meios emocionais.
Um dos receios dos adversários do anarquismo epistemológico é o de que ele favoreça os movimentos anti-racionalistas. Tal temor, no entanto, é totalmente injustificável. Se os anarquistas epistemológicos amam, acima de tudo, a liberdade e trabalham pela autonomia do indivíduo, não irão se agregar aos inimigos da liberdade. Ora, onde impera o irracionalismo desaparecem as condições para o desenvolvimento do pensamento e, por isso, o anarquista epistemológico, na sua luta pela liberdade intelectual, acabará sempre se aliando aos racionalistas.

## A Ciência em uma sociedade livre
Com mais reflexões sobre o saber científico, Feyerabend apresenta de forma mais contundente sua crítica a respeito da presença do racionalismo na evolução da ciência e sua importância no desenvolvimento da sociedade.
Feyerabend agora mostra uma preocupação sobre alguns elementos que julgava importantes para o desenvolvimento do conhecimento, entre eles a ideia humanista de liberdade de escolha do indivíduo.
Com um título ainda como consequência de seu Contra o método, Feyerabend aproveita para responder às reações dos seus detratores na terceira parte da obra, ironicamente intitulada “Conversas com ignorantes”.
Mesmo reafirmando suas concepções e aprofundando seu pensamento, este livro pouco contribuiu para melhorar a imagem incendiária do autor diante dos demais filósofos.

## Outros proponentes
Terence McKenna foi um admirador de filósofos tais como Feyerabend e Thomas Kuhn. Ele abraçou o pluralismo metodológico, mas se opôs ao monoteísmo, indo longe o bastante para definir a tradição Judeu-Cristã como ignorância.
Ian Hacking era amigo de Feyerabend, correspondiam-se e citavam um ao outro. Hacking escreveu a introdução da última edição de Against Method, o qual considerou mais do que um livro: um evento.
Imre Lakatos também era amigo de Feyerabend. Lakatos foi quem sugeriu e encorajou que Feyerabend deveria escrever um livro baseado na sua filosofia e nas lições o qual apresentava em sala de aula. As cartas trocadas entre ambos sobre filosofia da ciência poderiam ter sido publicadas em um livro chamado For and Against Method. Porém, com a morte de Lakatos, os planos de produzir este diálogo não foram adiante. Feyerabend, entretanto, escreve sobre seu anarquismo epistemológico, o que viria a ser seu mais disseminado trabalho Against Method.